# ビーチサッカーイラン代表
ビーチサッカーイラン代表（ビーチサッカーイランだいひょうThe Iran national beach soccer team、ペルシア語: تیم ملی فوتبال ساحلی) イランサッカー連盟によって編成されるビーチサッカーのナショナルチームである。